# Baltasar Garzón

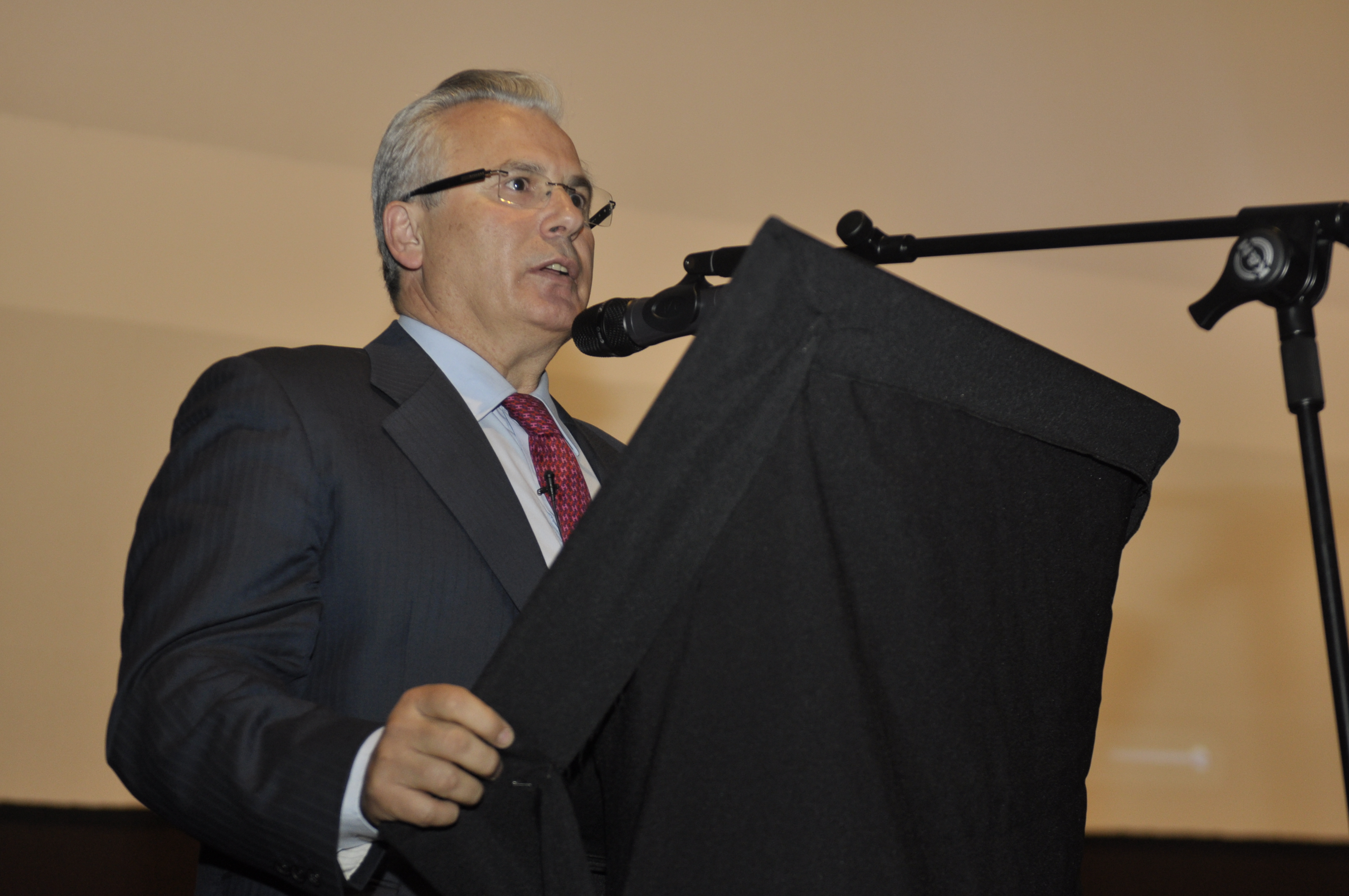
Baltasar Garzón (2013).

Baltasar Garzón Real [baltaˈsaɾ gaɾˈθon] (* 26. Oktober 1955 in Torres, Provinz Jaén) ist ein spanischer Untersuchungsrichter an der Audiencia Nacional in Madrid. Durch seine Tätigkeit in zahlreichen Verfahren von herausragender Bedeutung (wie gegen den chilenischen Diktator Pinochet) hat er in Spanien und im Ausland eine außergewöhnlich hohe Medienpräsenz. Am 14. Mai 2010 wurde Garzón aufgrund eines gegen ihn laufenden Verfahrens wegen Rechtsbeugung als Richter suspendiert und am 9. Februar 2012 mit einem elfjährigen Berufsverbot belegt. Luis Moreno Ocampo, der Leiter der Anklagebehörde des Internationalen Strafgerichtshofs, lud ihn bereits zuvor am 6. Mai 2010 zu einer Beratertätigkeit am IStGH ein.
Zuvor war Garzón unter anderem 1993/94 Abgeordneter im spanischen Parlament. Parallel zu seiner Tätigkeit als Richter lehrt Garzón Strafrecht an der Universität Complutense Madrid.

## Beginn der Karriere
Baltasar Garzón Real wurde am 26. Oktober 1955 in dem andalusischen Dorf Torres als Sohn einer Bäuerin und eines Tankwarts geboren. Er wuchs mit fünf Geschwistern in einfachen Verhältnissen auf. Ursprünglich wollte Garzón Pfarrer werden. Er besuchte sechs Jahre lang ein Priesterseminar.
Nach dem Abitur begann er jedoch ein mit Gelegenheitsjobs finanziertes Jurastudium, das er 1979 an der Universität von Sevilla abschloss.
Garzón nahm 1981 die Karriere als Richter auf. Er war zunächst in Valverde del Camino (Huelva), dann in Villacarrillo (Jaén) und Almería tätig. 1983 wurde er abgeordneter Inspekteur für Andalusien am Consejo General del Poder Judicial, dem Selbstverwaltungsorgan der spanischen Judikative. 1988 wurde er einer der sechs Untersuchungsrichter an der Audiencia Nacional, dem höchsten spanischen Strafgerichtshof. Anders als in anderen Staaten, in denen die Ermittlungen von einem Staatsanwalt geleitet und vom Ermittlungsrichter lediglich kontrolliert werden, ist in Spanien der Untersuchungsrichter selbst für die Erforschung des Sachverhalts verantwortlich, sodass Garzón über die Aufnahme und Fortsetzung von Ermittlungsverfahren eigenständig entscheiden konnte.
Erste Bekanntheit erlangte Garzón durch groß angelegte Ermittlungen gegen den Drogenhandel, die er 1990 und 1991 in Galicien durchführte. Bei den Operationen Nécora und Pitón wurden jeweils mehrere Dutzend Mitglieder von Drogenhändlerringen festgenommen. Allerdings wurden in den Urteilen zu den Fällen 1994 mehrere der Angeklagten wieder freigesprochen, da Garzón bei den Ermittlungen widerrechtlich Telefone hatte abhören lassen, sodass die Beweise nicht verwendet werden konnten.

## Abgeordneter im spanischen Parlament
Bei der spanischen Parlamentswahl 1993 kandidierte Garzón auf dem zweiten Listenplatz in Madrid für die regierende PSOE. Er zog in das Abgeordnetenhaus ein. Ministerpräsident Felipe González ernannte ihn daraufhin zum Beauftragten für den nationalen Anti-Drogenplan im Rang eines Staatssekretärs unter Justiz- und Innenminister Juan Alberto Belloch. Im Mai 1994 trat Garzón jedoch von diesem Posten zurück und verzichtete auch auf sein Abgeordnetenmandat, da ihm die Regierung nicht entschlossen genug gegen die Korruption vorgehe.

## Bekannte Fälle bis 2005

### Grupos Antiterroristas de Liberación
Nach seiner Rückkehr an die Audiencia Nacional leitete Garzón Ermittlungen zu den sogenannten Grupos Antiterroristas de Liberación (GAL, „Antiterroristische Befreiungsgruppen“) ein. Diese im Untergrund agierenden Todesschwadronen hatten in den 1980er Jahren 28 Morde an mutmaßlichen ETA-Mitgliedern oder -Sympathisanten verübt, von denen jedoch nachweislich etwa ein Drittel keinerlei Beziehung zur ETA gehabt hatte. Unter anderem durch Garzóns Untersuchungen konnte 1995 nachgewiesen werden, dass José Barrionuevo Peña, der bis 1988 Innenminister der PSOE-Regierung gewesen war, sowie weitere führende PSOE-Politiker im Baskenland von den Aktivitäten der GAL informiert gewesen waren. Diese Erkenntnis eines organisierten Staatsterrorismus trug wesentlich zur Abwahl der PSOE bei den Parlamentswahlen 1996 bei.
Barrionuevo sowie sein früherer Staatssekretär Rafael Vera Fernández-Huidobro wurden 1998 zu langen Haftstrafen verurteilt. Vera klagte dagegen vor dem Europäischen Gerichtshof für Menschenrechte, der in seinem Urteil Anfang 2010 kritisierte, dass aufgrund der persönlichen Feindschaft zwischen Vera und Garzón die Unvoreingenommenheit der Ermittlungen zweifelhaft gewesen sei. Die Verurteilung wurde jedoch aufrechterhalten, da sie von einer höheren spanischen Instanz, dem Obersten Gerichtshof, bestätigt worden war.

### ETA und Batasuna
Des Weiteren machte sich Garzón auf nationaler Ebene seit Ende der 1990er Jahre hauptsächlich im Kampf gegen den Terrorismus der baskisch-separatistischen Organisation ETA und ihres Umfelds einen Namen als Hardliner.
1998 ordnete er die Durchsuchung der Niederlassungen der privaten baskischen Sprachschulvereinigung AEK sowie die Verhaftung ihres Schatzmeisters an, dem Verbindungen zu ETA vorgeworfen wurden. Im selben Jahr veranlasste er auch die Schließung verschiedener baskischer Zeitungen und Radiosender und die juristische Verfolgung von Redaktionsmitgliedern, was ihm auch Kritik einbrachte, zumal nach elf Jahren Verfahrensdauer das Verbot der Zeitung Egin vom Spanischen Verfassungsgerichtshof wieder aufgehoben wurde. Allerdings hatte das 1998 eingezogene Vermögen der Zeitungsherausgeber inzwischen seinen Wert verloren. Freigesprochen wurden vom Obersten Gerichtshof auch die Mitglieder der Stiftung „Joxemi Zumalabe“, die im Dienst der ETA zum zivilen Ungehorsam angestiftet haben sollen.
Im Oktober 2002 untersagte Garzón für einen Zeitraum von drei Jahren alle Aktivitäten der Partei Batasuna, mit der Begründung, dass diese zu ETA gehöre. 2003 wurde nach einem Antrag der Regierung die Partei Batasuna vom Obersten Gerichtshof verboten; das Verbot wurde später vom spanischen Verfassungsgericht sowie 2009 vom Europäischen Gerichtshof für Menschenrechte bestätigt.

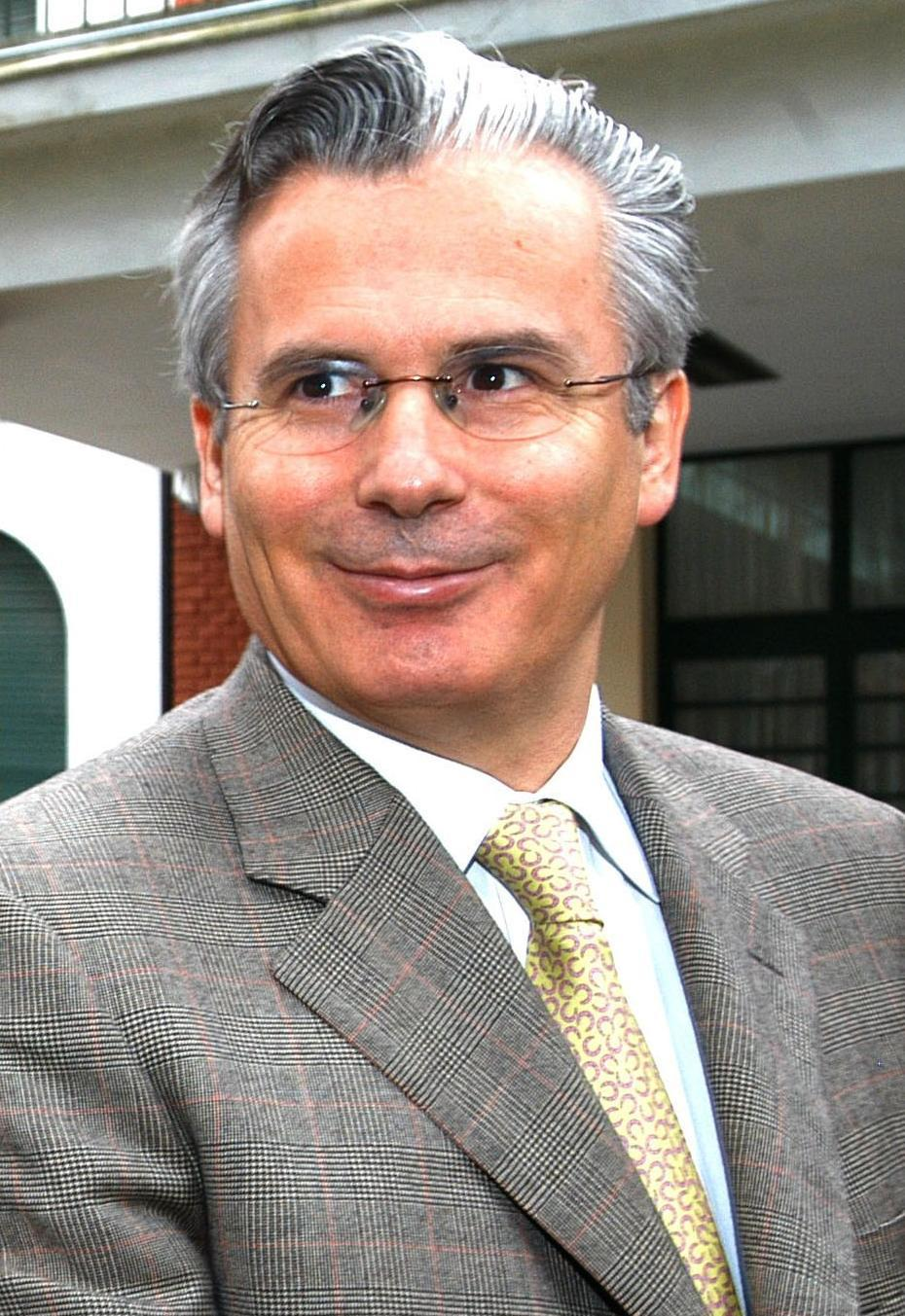
Baltasar Garzón (2005)

Im Jahr 2005 ermittelte Garzón im sogenannten Fall Faisán gegen eine Organisation, die für ETA Schutzgeld von baskischen Unternehmern erpresste. Nach dem Ende des 2006 von ETA ausgerufenen Waffenstillstandes erließ Garzón einen Haftbefehl gegen den letzten Verhandlungsführer, den politischen und militärischen Sprecher der ETA, Francisco Javier López Peña, der am 21. Mai 2008 zusammen mit anderen Kadern in Frankreich verhaftet wurde.

### Pinochet und Menschenrechtsverletzungen in Lateinamerika
Zugleich mit seinen ersten wichtigen Ermittlungen gegen das ETA-Umfeld erreichte Garzón auch internationale Bekanntheit, als er im Oktober 1998 einen internationalen Haftbefehl gegen den General und vormaligen Diktator, rsp. Staatspräsidenten Chiles Augusto Pinochet erließ. Pinochet war für den Putsch in Chile 1973 – gegen die demokratisch gewählte Regierung der Unidad Popular (UP) unter Präsident Allende – verantwortlich, bei dem in Folge etwa 3000 Menschen politischen Morden zum Opfer fielen.
Garzóns Haftbefehl beruhte auf dem gewaltsamen Verschwindenlassen, Folter und der Ermordung spanischer Staatsangehöriger unter der chilenischen Diktatur. Garzón stützte sich dazu auf die Berichte der chilenischen „Wahrheitskommission“, die in den Jahren 1990 und 1991 die Verbrechen während Pinochets Herrschaft untersucht hatte.
Es handelte sich hier – weltweit – um den ersten Fall in dem unter Berufung auf das Weltrechtsprinzip des Völkerstrafrechts gegen einen ausländischen früheren Machthaber ermittelt wurde. Da sich Pinochet zu dem Zeitpunkt, zu dem Garzón den Haftbefehl erließ, gerade in London aufhielt, stellte Spanien einen Auslieferungsantrag an Großbritannien. Pinochet wurde verhaftet und unter Hausarrest gestellt, aufgrund seines Gesundheitszustands jedoch 2000 auf Anweisung des britischen Innenministers Jack Straw wieder freigelassen, woraufhin er nach Chile zurückkehren konnte. Dort stand Pinochet bis zu seinem Tode ebenfalls mehrfach unter Hausarrest.
Darüber hinaus brachte Garzón mehrfach zum Ausdruck, dass er gegen den ehemaligen US-Außenminister Henry Kissinger wegen dessen Verstrickung in die Operation Condor in Lateinamerika in den 1970er Jahren vorgehen wolle.
Des Weiteren leitete Garzón Verfahren gegen Regierungsangehörige der argentinischen Militärdiktatur im Zusammenhang mit dem Verschwindenlassen von spanischen Staatsangehörigen ein. Infolge dieser Ermittlungen wurde unter anderem der ehemalige Marinekapitän Adolfo Scilingo im April 2005 wegen Verbrechen gegen die Menschlichkeit zu einer 640-jährigen, im Berufungsverfahren sogar zu einer 1084-jährigen Haftstrafe verurteilt.

### Guantánamo
2003 trat Garzón öffentlich als Gegner des Irakkrieges in Erscheinung. Im Januar 2003 äußerte er scharfe Kritik an der US-Regierung wegen der Inhaftierung mutmaßlicher Al-Qaida-Aktivisten im Gefangenenlager der Guantanamo Bay Naval Base, Kuba; 2009 eröffnete er ein Verfahren wegen der mutmaßlich dort verübten Folterverbrechen. Dabei leitete er auch Ermittlungen gegen sechs hochrangige Mitglieder der früheren Regierung unter George W. Bush ein, nämlich gegen den früheren Attorney General Alberto R. Gonzales, den Rechtsberater John Yoo, den Verteidigungsstaatssekretär Douglas Feith, die Rechtsberater des Verteidigungsministeriums William Haynes II und Jay Bybee sowie gegen David S. Addington, den früheren Kabinettschef des US-Vizepräsidenten Dick Cheney. Diese hätten Foltertatbestände juristisch legitimiert (siehe Folter-Memos). Allerdings eröffnete er auch verschiedene Verfahren gegen mutmaßliche Angehörige der Terrororganisation Al-Qaida, unter anderem gegen Osama bin Laden.

### Weitere Ermittlungen
Im April 2001 beantragte Garzón beim Europarat die Aufhebung der Immunität Silvio Berlusconis, die dieser als Mitglied der Parlamentarischen Versammlung des Europarates genoss.
Im Dezember 2001 veranlasste Garzón die Untersuchung der Auslandskonten der zweitgrößten Bank Spaniens, der BBVA, wegen des Verdachts auf Geldwäsche.
2002 ermittelte Garzón gegen Jesús Gil, den Ex-Bürgermeister von Marbella und Mehrheitsaktionär von Atlético Madrid, wegen Korruptionsverdachts. Das Verfahren führte jedoch nicht zu einer Verurteilung.

## Fälle ab 2006 und Verfahren gegen Garzón
Im Jahr 2005/2006 nahm Garzón ein Sabbatjahr, während dessen er an der New York University eine Vortragsreihe organisierte. 2006 kehrte er wieder an die Audiencia Nacional zurück, wo er seine Tätigkeit fortsetzte. Ab 2009 wurde er allerdings mit mehreren Verfahren wegen Rechtsbeugung konfrontiert, die gegen ihn vor dem obersten spanischen Gerichtshof, dem Tribunal Supremo, eingeleitet wurden.

### Fall Santander und erstes Verfahren gegen Garzón
Einer der Fälle, deren Bearbeitung Garzón nach seiner Rückkehr aus New York übernahm, war ein Verfahren wegen Unterschlagung gegen Mitarbeiter der Banco Santander. Nach einem entsprechenden Vorschlag des beteiligten Staatsanwalts stellte Garzón die Ermittlungen im November 2006 ein, da kein hinreichender Tatverdacht vorliege. Daraufhin wurde gegen Garzón ein Verfahren wegen Rechtsbeugung erhoben, da dieser während seines Aufenthalts in New York von der Banco Santander gesponsert worden und daher befangen gewesen sei. Dies gehe aus einem freundschaftlichen Brief zwischen Garzón und dem Santander-Vorstandsvorsitzenden, Emilio Botín hervor. Im März 2009 wurde das Verfahren zunächst eingestellt, im Januar 2010 jedoch neu eröffnet.
Sowohl die Bank als auch Garzón und die New York University erklärten im April 2010, dass Garzón lediglich von der Universität, nicht von der Bank ein Honorar erhalten habe. Zudem wurde die Einstellung der Untersuchungen gegen die Banco Santander vom Tribunal Supremo selbst als rechtmäßig bestätigt. Dennoch wurde die Ermittlung gegen Garzón zunächst fortgesetzt.

### Ermittlungen gegen das Franco-Regime und zweites Verfahren gegen Garzón
Im September 2008 eröffnete Garzón ein Verfahren wegen Verbrechen gegen die Menschlichkeit gegen zahlreiche hohe Entscheidungsträger des Franco-Regimes (darunter auch General Francisco Franco selbst). Ein großes und kontroverses Medienecho fand dabei insbesondere seine Anordnung, 19 über das ganze Land verteilte Massengräber aus der Frühphase des Franquismus zu öffnen, darunter auch das des Dichters Federico García Lorca. Damit sollten die Todesumstände von zahlreichen während der Diktatur Verschwundenen untersucht werden. Diese Maßnahme wurde jedoch vom Plenum der Audiencia Nacional, dem Nationalen Gerichtshof, in einer Mehrheitsentscheidung gestoppt. Garzón selbst hatte zuvor seine Unzuständigkeit erklärt, da alle Tatverdächtigen bereits verstorben seien, und die Fortsetzung von Untersuchungen über die Verschwundenen des Franquismus den lokalen und regionalen Gerichten überlassen.
Dennoch erhob die rechtsextreme Beamtengewerkschaft Manos Limpias 2009 Klage wegen Rechtsbeugung gegen Garzón, da dieser mit der Einleitung von Ermittlungen seine Kompetenzen überschritten habe. Manos Limpias berief sich dabei auf ein Amnestie-Gesetz, das 1977 während der Transición erlassen worden war und das Garzón wissentlich verletzt habe. Garzón verwies hingegen auf internationale Menschenrechtsabkommen, aufgrund derer eine Amnestie von Verbrechen gegen die Menschlichkeit nicht möglich sei. Obwohl die Staatsanwaltschaft sich dagegen ausgesprochen hatte, wurde die Klage gegen Garzón Ende Mai 2009 vom obersten spanischen Gerichtshof zugelassen. Später schloss sich ihr auch die Falange Española an, eine rechtsextreme Kleinpartei, die den Namen der franquistischen Staatspartei übernommen hat. Diese wurde jedoch später wegen ihrer „ideologisch gefärbten“ Klageschrift als Klägerin ausgeschlossen.
Anfang April 2010 beschloss Ermittlungsrichter Luciano Varela die Einleitung des Hauptverfahrens, das gegebenenfalls mit einem Berufsverbot für Garzón enden könnte. Dies führte sowohl innerhalb als auch außerhalb Spaniens zu Kritik, etwa seitens der New York Times, des Economist, der Süddeutschen Zeitung und Le Monde. Spanische Opferverbände erhoben ihrerseits Klage wegen Rechtsbeugung gegen Varela.
Am 14. Mai 2010 wurde Garzón vom Consejo General del Poder Judicial aufgrund des anhängigen Verfahrens als Richter suspendiert. Im März 2011 rief er wegen des gegen ihn laufenden Verfahrens den Europäischen Gerichtshof für Menschenrechte an.

### Fall Gürtel und drittes Verfahren gegen Garzón
Im Februar 2009 eröffnete Garzón eine Untersuchung wegen Korruptionsverdachts gegen mehrere hochrangige Mitglieder der damals größten spanischen Oppositionspartei und seit November 2011 regierenden Partei Partido Popular (PP), darunter Angehörige der Regionalregierungen von Madrid und Valencia. Dieser sogenannte Fall Gürtel, in dem über Monate hinweg immer neue Schmiergeld- und Spendenaffären im Umkreis der Partei bekannt wurden, fand ein außerordentlich großes Medienecho.
Da Garzón kurz zuvor einen gemeinsamen Jagdausflug mit dem Justizminister Mariano Fernández Bermejo (PSOE) unternommen hatte, wurde ihm bereits kurz nach Einleitung der Ermittlungen von Seiten der PP vorgeworfen, er plane ein politisches „Verfahren gegen die ganze Partei“. Fernández Bermejo trat wenige Tage später aufgrund der heftigen Kritik an dem Jagdausflug zurück, Garzón musste wegen eines Angstanfalls stationär behandelt werden. Nachdem die PP kurz darauf gegen ihn Klage wegen Rechtsbeugung erhoben hatte, gab er den Fall an die obersten Gerichtshöfe der Regionen Madrid und Valencia ab, da diese wegen der Implikation von Immunitätsträgern zuständig seien. Die Klage der PP wurde Anfang April vom obersten spanischen Gerichtshof zurückgewiesen.
Nachdem bekannt geworden war, dass im Zuge der Ermittlungen im „Fall Gürtel“ Gespräche zwischen Verdächtigen und ihren Anwälten abgehört worden waren, wurde jedoch eine neue Klage gegen Garzón eingereicht und Ende Februar 2010 vom Obersten Gerichtshof zugelassen. Am 9. Februar 2012 verhängte der Senat des obersten Gerichts ein elfjähriges Berufsverbot gegen Baltasar Garzón.
Dieses Urteil fand internationale Aufmerksamkeit und wurde teilweise scharf kritisiert. Im Mai 2012 reichte die Organisation Magistrats Européens pour la Démocratie et les Libertés beim spanischen Justizministerium ein Gnadengesuch für Garzón ein.

## Internationaler Strafgerichtshof
Am 6. Mai 2010 wurde Garzón von Luis Moreno Ocampo, dem Leiter der Anklagebehörde des Internationalen Strafgerichtshofs, zu einer siebenmonatigen Beratertätigkeit am IStGH eingeladen. Garzón beantragte daraufhin seine Beurlaubung vom spanischen Richteramt, verzichtete jedoch nicht grundsätzlich darauf. Bereits in den Wochen zuvor hatte es Gerüchte gegeben, Garzón könnte an den IStGH wechseln, da dann die Kläger in den verschiedenen Verfahren gegen ihn zu einer Einstellung der Prozesse bereit sein würden. Garzón hatte das jedoch zunächst abgelehnt.
Seit 2010 engagiert sich Garzón bei der Verteidigung von Wikileaks-Gründer Julian Assange, der in die Londoner Botschaft Ecuadors geflüchtet war und dort Asyl erhalten hatte. Ein Ziel der gemeinsamen Arbeit war es, trotz Assanges Festsetzung grundlegende Menschenrechte für ihn zu wahren. So konnte 2016 durch die Arbeit von Garzón und seinem Team eine Expertengruppe des UN-Menschenrechtsrates überzeugt werden, die jahrelange Botschaftszuflucht Assanges als eine Form von unrechtmäßiger Haft einzustufen, die gegen internationale Konventionen verstößt. Der Weg zu dieser Entscheidung steht im Mittelpunkt der WDR-Dokumentation „In der Falle – Julian Assange und die Justiz“ aus dem Jahr 2017.

## Publikationen
Im Jahr 2002 veröffentlichte Garzón sein erstes Buch, Cuento de Navidad: es posible un mundo diferente („Weihnachtsmärchen: Eine andere Welt ist möglich“). Darin äußert er sich zu verschiedenen politischen Themen, unter anderem die Menschenrechte, das Weltrechtsprinzip und den Internationalen Strafgerichtshof, den Terrorismus, den religiösen Fundamentalismus, die Immigration und die Rechte indigener Völker.
Garzóns zweites Buch, Un mundo sin miedo („Eine Welt ohne Angst“, 2005), das in Form von Briefen an seine drei Kinder verfasst ist, hat autobiografischen Charakter und beschreibt wichtige Höhepunkte seiner Karriere als Richter. Zudem geht es auf verschiedene politische Themen ein.
2006 folgte ein drittes Buch, La lucha contra el terrorismo y sus límites („Der Kampf gegen den Terrorismus und seine Grenzen“).
2008 veröffentlichte er schließlich La línea del horizonte („Die Horizontlinie“), in dem er seine Ansichten zu verschiedenen politischen Themen, darunter die Straflosigkeit und das Vergessen politischer Verbrechen, die Migration sowie die Bildung in einer globalisierten Welt darstellt.

## Auszeichnungen
Am 27. August 2009 wurde Baltasar Garzón Real mit dem Hermann-Kesten-Preis des PEN-Zentrums Deutschland ausgezeichnet. Herbert Wiesner, Generalsekretär des PEN-Zentrums Deutschland, würdigte Garzón „als Anwalt eines durch staatlich sanktionierte Folter tief verstörten und verletzten Weltgewissens“. Die hessische Staatsministerin Eva Kühne-Hörmann nannte den kommenden Preisträger einen „engagierten Verfechter der Menschenrechte“. Die Auszeichnung löste jedoch auch Proteste aus, denen sich PEN-Gruppen anschlossen, da der Preis an jemanden gehe, der für die Inhaftierung von baskischen Journalisten verantwortlich sei, die der PEN auf seiner eigenen „Liste verfolgter Journalistinnen und Journalisten“ führe. Gemeint ist das 2009 als rechtswidrig aufgehobene Verbot der Tageszeitung Egin und die Verhaftung einiger Redakteure im Jahr 1999 sowie der Fall der 2003 geschlossenen Zeitung Egunkaria, in dessen Rahmen der spanische Sondergerichtshof auch umstrittene Verfahren gegen fünf „PEN-Ehrenmitglieder“ einleitete. Vorgeworfen wurde ihm zudem, dass Garzón das von Menschenrechtsgruppen kritisierte System der Kontaktsperre, das die Folter politischer Häftlinge ermögliche, stütze.
Garzón wurde zudem von 21 Universitäten zum Doktor honoris causa ernannt. Mit einer Ausnahme, der Universität Jaén, liegen alle diese Universitäten außerhalb von Spanien, die meisten in Lateinamerika. Die Amerikanische Gesellschaft für internationales Recht verlieh ihm 1999 die Goler-T.-Butcher-Medaille. Am 7. Mai 2011 erhielt Baltasar Garzón zusammen mit Anna Gräfin von Bernstorff in Freiburg den Kant-Weltbürgerpreis.